# Rice Owls football
La squadra di football dei Rice Owls rappresenta la Rice University. Gli Owls competono nella Football Bowl Subdivision (FBS) della National Collegiate Athletics Association (NCAA) e nella American Athletic Conference. La squadra è allenata da Mike Bloomgren. Gioca le sue gare interne al Rice Stadium di Houston, Texas e le sue rivalità principali sono con gli SMU Mustangs, gli Houston Cougars e i Texas Longhorns. Rice ha il secondo più basso numero di iscritti di tutti i membri della FBS, dietro solamente a Tulsa.

## Conference di appartenenza
Rice è stata sia indipendente che membro di diverse conference durante la sua storia.
- Independente (1912–1914)
- Southwest Conference (1915–1996)
- Western Athletic Conference (1996–2004)
- Conference USA (2005–2023)
- American Athletic Conference (2023–presente)

## Membri della College Football Hall of Fame
Otto ex giocatori e allenatori di Rice sono stati introdotti nella College Football Hall of Fame.
| Nome                    | Ruolo      | Carriera        | Anno | Note |
| ----------------------- | ---------- | --------------- | ---- | --- |
| John Heisman            | Allenatore | 1892–1927       | 1954 | Introdotto per la sua carriera come allenatore a Oberlin, Akron, Auburn, Clemson, Georgia Tech, Pennsylvania, Washington & Jefferson, Rice                                        |
| Weldon Humble           | G          | 1941–1943, 1946 | 1961 | Selezione All-American condivisa. Come molti atleti della sua epoca, a Weldon fu chiesto di sospendere la sua carriera per arruolarsi e combattere nella Seconda guerra mondiale. |
| James "Froggy" Williams | End        | 1946–1949       | 1965 | Selezione All-American condivisa e inserito nella formazione del decennio del Cotton Bowl per gli anni cinquanta                                                                  |
| Jess Neely              | Allenatore | 1924–1966       | 1971 | Introdotto per la sua carriera da allenatore a Rhodes, Clemson, Rice |
| Bill Wallace            | HB         | 1932, 1934–1935 | 1978 | Primo giocatore della storia di Rice a essere premiato come All-American |
| Dick Maegle             | HB         | 1952–1954       | 1979 | Selezione condivisa All-American e academic All-American nel 1954 |
| Buddy Dial              | End        | 1956–1958       | 1993 | Co-capitano della squadra, nominato miglior giocatore degli Owls e selezione condivisa All-American                                                                               |
| Tommy Kramer            | QB         | 1972–1976       | 2012 | Miglior giocatore del Senior Bowl e vincitore del George Martin Award 1976 |